# Sporplan
En sporplan er en plan over sporene på en jernbanestation, hele eller dele af en jernbane, en sporvej eller et modeljernbaneanlæg. Det kan være nøjagtige gengivelser i et bestemt størrelsesforhold, eller det kan være skematiske planer, der kun medtager det væsentlige. Alt afhængig af behovet kan der også gengives forskellige ting langs sporene, f.eks. bygninger, perroner og signaler.

## Jernbaner
Sporplaner benyttes bl.a. til at skaffe overblik og dokumentation ved planlægning, anlæg, drift og ombygning af stationer og jernbaner for både de involverede og til orientering i faglitteratur. Til specielle forhold så som elektrificering og brandbeskyttelse kan der laves specielle sporplaner, der fremhæver de relevante ting.
Alt afhængig af formålet kan sporplaner udarbejdes på flere måde. En måde er en fuldstændig gengivelse i et fast størrelsesforhold, typisk 1:2.000 eller større, med en fuldstændig gengivelse af alle spor med spornumre, signaler, placering af perroner og sporskifter, stigningsgrader osv. Til daglig brug kan det dog godt blive lettere uoverskueligt og dertil pladskrævende, hvis der er tale om en stor station. Derfor forenkles ofte med f.eks. skematiske planer, der kun giver en omtrentlig gengivelse med de vigtigste ting, men som så til gengæld er væsentligt lettere at overskue.
Sporplaner stilles til rådighed for de selskaber, der kører på sporene eller skal foretage arbejder på eller ved dem. For udenforstående varierer muligheden for adgang til dem derimod fra land til land og fra selskab til selskab. Nogle som Banedanmark offentliggør således sporplaner over stationer på deres hjemmeside, mens andre hemmeligholder hvad der ikke kan ses fra offentligt tilgængelige steder, noget der dog i betydelig grad kan omgås med offentligt tilgængelige satellit- og luftfotos. Endelig laver flere privatpersoner sporplaner, ligesom en del ældre sporplaner kan findes i arkiver.

## Modeljernbaner
Ved modeljernbaneanlæg bruges sporplaner til at give overblik over hele anlæg. Det kan være med sporene alene, men vil ofte også omfatte hvad der i øvrigt måtte være på anlægget af bygninger, veje, træer, havneanlæg osv. For almindelig drift har de sjældent betydning, da kun få anlæg er så store, at de ikke kan overskues ved et enkelt blik. Til gengæld kan de optræde ved omtale af anlæg i fagblade. Nok så vigtige er de dog som forslag til og ved planlægning og bygning af anlæg. Før man går i gang med et anlæg, kan sporplaner give en ide om, hvordan anlægget vil tage sig ud, og hvad der kan lade sig gøre indenfor de givne muligheder. Som inspiration bringer flere fagblade for modeljernbanefolk løbende forslag til sporplaner, ligesom flere bøger og hæfter er dedikerede til det. Lejlighedsvis suppleres også med tredimensionale gengivelser. De kan ganske vist ikke bruges til at måle efter men giver en ide om, hvordan anlægget vil se ud for en betragter med tog, bygninger osv.